# Chemoreceptor

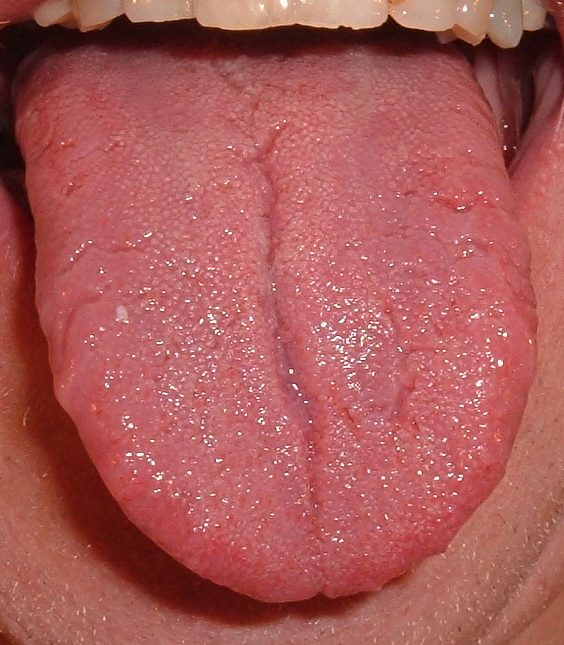
Jazyk

Chemoreceptor je smyslový receptor vnímající přítomnost a množství určitých molekul – zajišťuje chuť,
čich, vnímání pH, obsah dýchacích plynů a podobně. Většina živočichů má specializovaná tělíska umožňující chemorecepci.
U členovců plní funkci chemoreceptorů například tzv. sensilly, chlupovité výběžky vybíhající z kutikuly, pod nimiž jsou vlastní smyslové buňky. Umožňují vnímat chemické složení prostředí, jako je obsah vody, iontů, cukrů a podobně. U obratlovců plní podobnou funkci chuťové pohárky (u suchozemských obratlovců jsou v ústní dutině – na jazyku, kde jsou soustředěny do chuťových papil. Čich představuje další chemorecepční orgán, umožněný čichovým epitelem v nosní dutině, případně ještě Jacobsonovým (vomeronazálním) orgánem. U člověka mezi chemoreceptory dále patří např. karotidové tělísko a aortální tělísko, nechromafinní paraganglia, chemorecepční buňky v distálním kanálku nefronů v ledvinách (tzv. macula densa) a mnohé další.